# Arcidiocesi di Dubuque

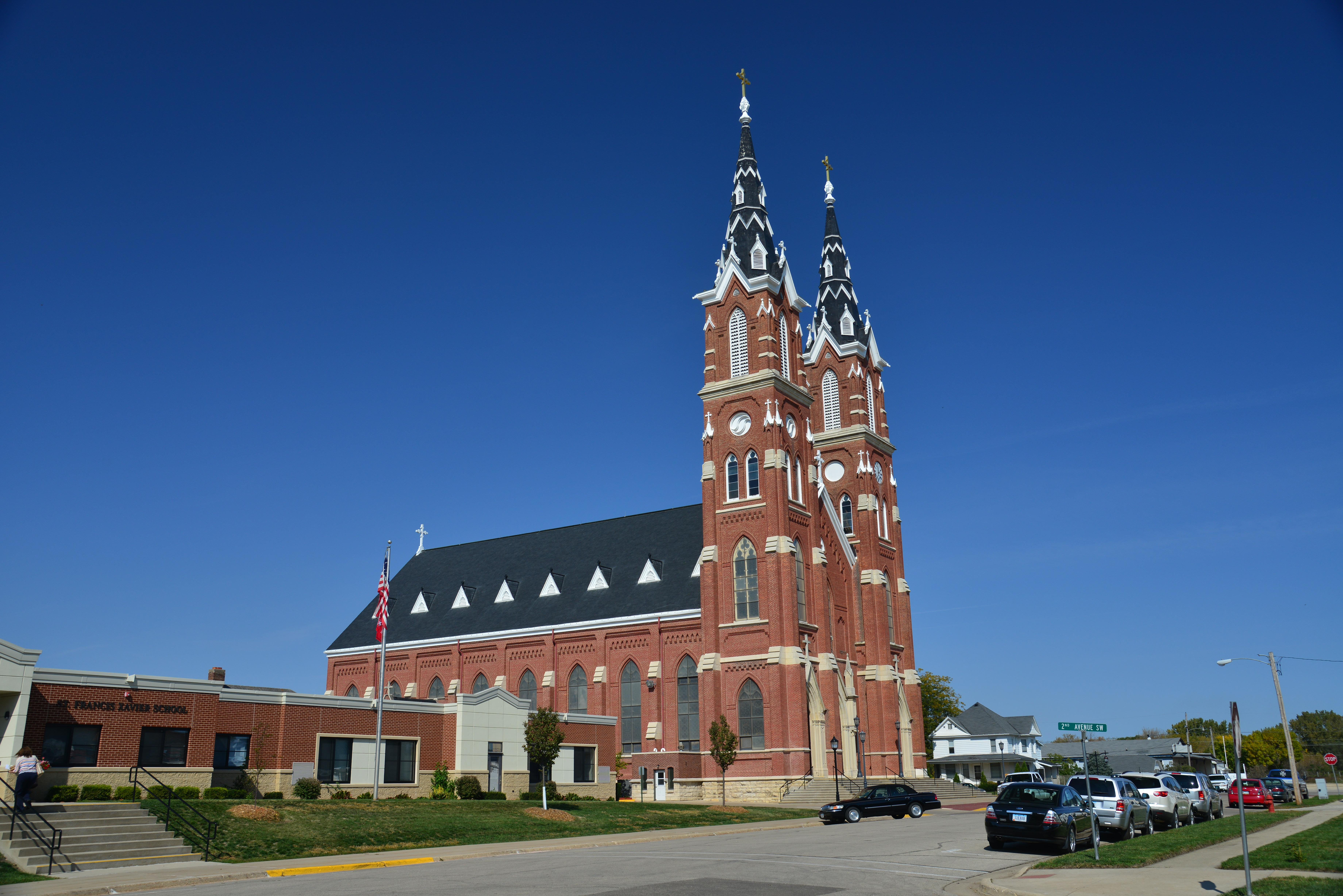
La basilica minore di San Francesco Saverio a Dyersville.

L'arcidiocesi di Dubuque (in latino Archidioecesis Dubuquensis) è una sede metropolitana della Chiesa cattolica negli Stati Uniti d'America. Nel 2023 contava 187.800 battezzati su 1.013.157 abitanti. È retta dall'arcivescovo Thomas Robert Zinkula.

## Territorio
L'arcidiocesi si estende nella parte nord-orientale dell'Iowa, negli Stati Uniti d'America, e comprende 30 contee: Allamakee, Benton, Black Hawk, Bremer, Buchanan, Butler, Cerro Gordo, Chickasaw, Clayton, Delaware, Dubuque, Fayette, Floyd, Franklin, Grundy, Hancock, Hamilton, Hardin, Howard, Jackson, Jones, Linn, Marshall, Mitchell, Story, Tama, Winnebago, Winneshiek, Worth e Wright.
Sede arcivescovile è la città di Dubuque, dove si trova la cattedrale di San Raffaele (Saint Raphael). A Dyersville sorge la basilica minore di San Francesco Saverio (Basilica of St. Francis Xavier).
Il territorio si estende su 45.074 km² ed è suddiviso in 165 parrocchie.

### Provincia ecclesiastica
La provincia ecclesiastica di Dubuque, istituita nel 1893, comprende le seguenti suffraganee nello stato dell'Iowa:
- diocesi di Davenport,
- diocesi di Des Moines,
- diocesi di Sioux City.

## Storia
Per secoli il Mississippi rappresentò il confine naturale prima dei territori coloniali inglesi e poi del nuovo stato americano. Fino agli inizi dell'Ottocento nessun missionario, cattolico o protestante, arrivò mai a superare il grande fiume ed inoltrarsi in territori per lo più inesplorati.
Quando i coloni bianchi iniziarono ad occupare le terre del futuro Iowa, anche i missionari cattolici iniziarono a fare la loro comparsa. Tra questi, il primo fu il gesuita fiammingo Charles-Félix van Quickenborne, che nel 1833 nel villaggio di Dubuque fondò la prima parrocchia cattolica, dedicata a San Raffaele. La sua opera a Dubuque e nel resto dello Iowa fu continuata e ampliata dal domenicano italiano Samuele Mazzuchelli, uno dei più importanti missionari della regione, che fondò numerose parrocchie. Nel 1838 per la prima volta alcuni missionari si spinsero fino al Missouri, iniziando l'opera di evangelizzazione degli indiani.
Nell'aprile del 1837 il terzo concilio di Baltimora raccomandò a Propaganda Fide la fondazione di nuove diocesi oltre il Mississippi, tra cui quella di Dubuque. Su queste indicazioni, venne eretta la diocesi di Dubuque il 28 luglio 1837 con il breve Universi Dominici Gregis di papa Gregorio XVI, ricavandone il territorio dalla diocesi di Saint Louis. In origine essa comprendeva tutti i territori tra il Mississippi ed il Missouri negli stati americani dell'Iowa e del Minnesota, fino al confine canadese. Suffraganea dell'arcidiocesi di Baltimora, nel 1847 entrò a far parte della provincia ecclesiastica di Saint Louis.
Primo vescovo fu il francese Pierre-Jean-Mathias Loras, che raggiunse la sede nel 1839, accompagnato da un gruppo di preti irlandesi e tedeschi. A Loras si deve l'edificazione della cattedrale della diocesi, di un monastero dei Trappisti e di un importante collegio, il primo del Nord-Ovest americano.
Lo sviluppo dell'opera missionaria nei primi decenni e l'aumento del numero dei cattolici comportò la necessità di dividere la diocesi. Così il 19 luglio 1850 venne eretta la diocesi di Saint-Paul (oggi arcidiocesi di Saint Paul e Minneapolis) con giurisdizione sulla parte settentrionale della diocesi di Dubuque, il Territorio del Minnesota. Il 14 giugno 1881 sorse una nuova diocesi, quella di Davenport, che aveva giurisdizione sulla parte meridionale dello Stato dell'Iowa.
Il 15 giugno 1893 la diocesi di Dubuque è stata elevata al rango di arcidiocesi metropolitana, in forza del breve Romani Pontifices di papa Leone XIII. Il 15 gennaio 1902 ha ceduto la parte occidentale del proprio territorio a vantaggio dell'erezione della diocesi di Sioux City.
James John Keane è stato il primo arcivescovo americano d'origine. Si deve a Henry Patrick Rohlman, con il concorso dei vescovi della sua provincia ecclesiastica, la creazione di un unico seminario provinciale per la formazione dei preti di tutto l'Iowa.
Il 25 luglio 1960, con la lettera apostolica Expedit sane, papa Giovanni XXIII ha proclamato San Raffaele Arcangelo patrono principale dell'arcidiocesi, e San Giovanni Maria Vianney patrono secondario.

## Cronotassi degli arcivescovi
Si omettono i periodi di sede vacante non superiori ai 2 anni o non storicamente accertati.
- Pierre-Jean-Mathias Loras † (28 luglio 1837 - 19 febbraio 1858 deceduto)
- Timothy Clement Smyth, O.C.S.O. † (19 febbraio 1858 succeduto - 23 settembre 1865 deceduto)
- John Hennessy † (24 aprile 1866 - 4 marzo 1900 deceduto)
- John Joseph Keane † (24 luglio 1900 - 28 aprile 1911 dimesso[5])
- James John Keane † (11 agosto 1911 - 2 agosto 1929 deceduto)
- Francis Joseph Beckman † (17 gennaio 1930 - 11 novembre 1946 dimesso[6])
- Henry Patrick Rohlman † (11 novembre 1946 succeduto - 2 dicembre 1954 dimesso[7])
- Leo Binz † (2 dicembre 1954 succeduto - 16 dicembre 1961 nominato arcivescovo di Saint Paul)
- James Joseph Byrne † (19 marzo 1962 - 23 agosto 1983 ritirato)
- Daniel William Kucera, O.S.B. † (20 dicembre 1983 - 16 ottobre 1995 ritirato)
- Jerome George Hanus, O.S.B. (16 ottobre 1995 succeduto - 8 aprile 2013 dimesso)
- Michael Owen Jackels (8 aprile 2013 - 4 aprile 2023 dimesso)[8]
- Thomas Robert Zinkula, dal 26 luglio 2023

## Statistiche
L'arcidiocesi nel 2023 su una popolazione di 1.013.157 persone contava 187.800 battezzati, corrispondenti al 18,5% del totale.
| anno | popolazione | popolazione | popolazione | presbiteri | presbiteri | presbiteri | presbiteri                | diaconi | religiosi | religiosi | parrocchie |
| anno | battezzati  | totale      | %           | numero     | secolari   | regolari   | battezzati per presbitero | diaconi | uomini    | donne     | parrocchie |
| ---- | ----------- | ----------- | ----------- | ---------- | ---------- | ---------- | ------------------------- | ------- | --------- | --------- | ---------- |
| 1908 | ?           | ?           | ?           | 231        | 222        | 9          |                           |         |           | 780       | 165        |
| 1950 | 147.412     | 800.000     | 18,4        | 368        | 352        | 16         | 400                       |         | 86        | 1.983     | 204        |
| 1966 | 214.730     | 914.340     | 23,5        | 562        | 445        | 117        | 382                       |         | 244       | 2.015     | 238        |
| 1970 | 231.247     | 914.340     | 25,3        | 394        | 377        | 17         | 586                       |         | 70        | 1.853     |            |
| 1976 | 243.458     | 956.078     | 25,5        | 442        | 372        | 70         | 550                       |         | 177       | 1.551     | 235        |
| 1980 | 249.000     | 982.000     | 25,4        | 430        | 354        | 76         | 579                       | 25      | 226       | 1.446     | 234        |
| 1990 | 229.945     | 1.058.100   | 21,7        | 341        | 303        | 38         | 674                       | 59      | 83        | 1.299     | 226        |
| 1999 | 218.108     | 923.000     | 23,6        | 296        | 260        | 36         | 736                       | 66      | 27        | 998       | 211        |
| 2000 | 237.205     | 923.000     | 25,7        | 261        | 225        | 36         | 908                       | 60      | 130       | 936       | 212        |
| 2001 | 219.195     | 923.000     | 23,7        | 258        | 222        | 36         | 849                       | 59      | 149       | 889       | 211        |
| 2002 | 213.555     | 927.161     | 23,0        | 246        | 215        | 31         | 868                       | 64      | 138       | 842       | 209        |
| 2003 | 212.619     | 927.161     | 22,9        | 247        | 210        | 37         | 860                       | 66      | 172       | 831       | 201        |
| 2004 | 211.847     | 927.161     | 22,8        | 242        | 210        | 32         | 875                       | 75      | 158       | 826       | 199        |
| 2006 | 216.000     | 944.000     | 22,9        | 238        | 205        | 33         | 907                       | 75      | 133       | 818       | 187        |
| 2013 | 200.588     | 998.638     | 20,1        | 205        | 174        | 31         | 978                       | 91      | 174       | 658       | 167        |
| 2016 | 197.816     | 1.055.140   | 18,7        | 202        | 165        | 37         | 979                       | 100     | 180       | 594       | 166        |
| 2019 | 193.360     | 1.010.471   | 19,1        | 192        | 157        | 35         | 1.007                     | 114     | 160       | 527       | 166        |
| 2021 | 186.779     | 1.007.531   | 18,5        | 183        | 151        | 32         | 1.020                     | 117     | 174       | 475       | 165        |
| 2023 | 187.800     | 1.013.157   | 18,5        | 174        | 140        | 34         | 1.079                     | 126     | 161       | 417       | 165        |